# Батагур борнеоський
Батагур борнеоський (Batagur borneoensis) — вид черепах з роду Батагури родини Азійські прісноводні черепахи.

## Опис
Загальна довжина карапаксу досягає 50 см. Черепахи наділені сезонним статевим диморфізмом: самці мають білу голову з широкою сагітальною смугою червоного кольору і синьою плямою на морді. Карапакс при цьому забарвлено у світло-сірий до кремового кольору. Самиці в цей час мають темно-сіру голову з розмитою помаранчевою смугою і карапакс коричнево-сірого кольору.

## Спосіб життя
Полюбляє припливно-відпливні зони річок та естуарії, великі відкриті водойми. Харчується фруктами, зеленими частинами прибережних рослин, іноді тваринною їжею, зокрема ракоподібними, молюсками, кільчастими хробаками.
Час парування коливається в залежності від географічного поширення: на сході Малайзії у липні—серпні, на заході — у жовтні—січні. Початок сезону знаменується масовими міграціями самиць униз за течією, щоб гніздитися на океанічному узбережжі поряд з гирлом рідної річки. Самиці роблять 2 кладки на рік по 12—20 овальних яєць довжиною близько 70 мм. Кубло влаштовується на поверхні та слабко приховано. Відкладання яєць зазвичай відбувається вночі при низькому припливі у гирл річок і здійснюється за 30 хв.
Місцеві мешканці вживають у їжу яйця черепах.

## Розповсюдження
Мешкає на півдні Малайського півострова (Малайзія та Таїланд), островах Суматра (Індонезія) та Калімантан.